# NGC 3343
NGC 3343 (również PGC 32143 lub UGC 5863) – galaktyka eliptyczna (E), znajdująca się w gwiazdozbiorze Smoka. Odkrył ją William Herschel 3 kwietnia 1785 roku.